# Super High Roller Bowl Europe 2022

Logo des Super High Roller Bowl Europe

Der Super High Roller Bowl Europe 2022 war die 14. Austragung dieses Pokerturniers und die siebte außerhalb des Las Vegas Strip. Er wurde vom 13. bis 15. April 2022 zum zweiten Mal im Merit Royal Hotel & Casino nordzyprischen Kyrenia ausgespielt und hatte einen Buy-in von 250.000 US-Dollar. Das Event wurde von Poker Central veranstaltet und war Teil der Super High Roller Series Europe, die zur PokerGO Tour zählte.

## Struktur
Das Turnier in der Variante No Limit Hold’em wurde vom 13. bis 15. April 2022 gespielt und während der Super High Roller Series Europe ausgetragen. Der Buy-in betrug 250.000 US-Dollar. Das Turnier zählte zur PokerGO Tour, die über das Kalenderjahr 2022 läuft und deren erfolgreichster Spieler eine zusätzliche Prämie von 200.000 US-Dollar erhält. Die meisten Finaltische dieser Tour, u. a. der des Super High Roller Bowl Europe, werden auf der Streaming-Plattform PokerGO gezeigt, auf der ein kostenpflichtiges Abonnement nötig ist.

## Teilnehmer
Die 24 Teilnehmer lauteten:
- Timothy Adams
- Michael Addamo
- Mikita Badsjakouski
- Chris Brewer
- László Bujtás
- Wjatscheslaw Buldygin
- Stephen Chidwick
- Seth Davies
- Daniel Dvoress
- Marius Gierse
- Sam Greenwood
- Ben Heath
- Almedin Imširović
- Phil Ivey
- Cary Katz
- Jason Koon
- Artur Martirossjan
- Teun Mulder
- Nick Petrangelo
- Paul Phua
- Jake Schindler
- Daniel Tang
- Elton Tsang
- Christoph Vogelsang

## Ergebnisse

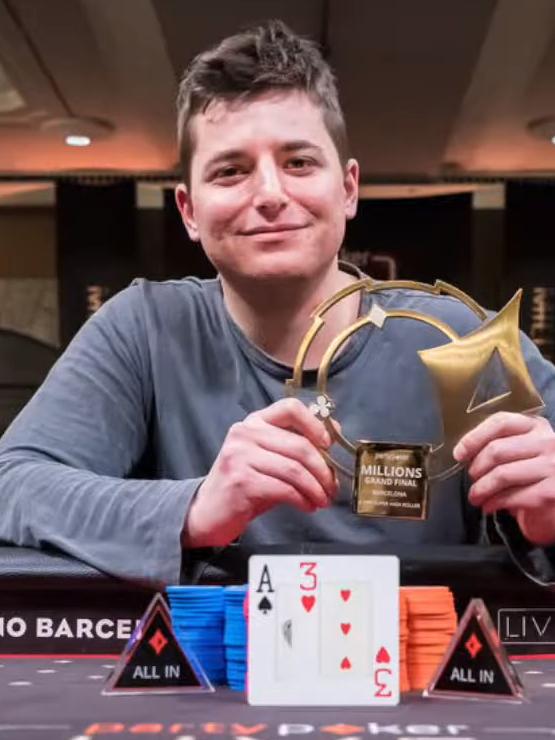
Jake Schindler (2018)

Jedem der 24 Spieler war während der Anmeldephase ein Re-Entry gestattet. Insgesamt gab es 32 Anmeldungen, die einen Preispool von 8 Millionen US-Dollar generierten. Die bezahlten Plätze erreichten die letzten fünf Spieler, der Sieger erhielt 3,2 Millionen US-Dollar sowie 600 Punkte in der Rangliste der PokerGO Tour.
Alle Teilnehmer starteten mit einem Stack von 250.000 Chips. Den ersten Turniertag beendete der Kanadier Sam Greenwood mit 757.000 Chips als Chipleader. Am zweiten Tag wurde der inoffizielle Finaltisch mit neun Spielern erreicht, an dem Greenwood als erster Spieler ausschied. Nach der Elimination Daniel Tangs als Achter war der Tag beendet. In einem sehr engen Feld war vor dem finalen Tag Jake Schindler mit über 1,5 Millionen Chips der Chipleader und Michael Addamo mit rund 700.000 Chips der Shortstack.
Am dritten und letzten Tag war es dann auch Addamo, der als erstes ausschied. Nachdem er viele Chips in einer unglücklichen Hand gegen Almedin Imširović verloren hatte, musste er seinen restlichen Stack Timothy Adams überlassen, dessen Damen gegen Ass-König des Australiers hielten. Anschließend wurde über drei Stunden zu sechst gespielt, ehe Imširović mit der zweitbesten Starthand, zwei Königen, auf die zwei Asse von Adams traf und auf dem letzten unbezahlten Platz landete. Danach verlor Teun Mulder seine letzten Chips mit Ass-Dame gegen Schindlers König-Bube und belegte den mit 560.000 US-Dollar dotierten fünften Rang. Paul Phua nahm daraufhin Adams aus dem Turnier, dessen Ass-Bube sich nicht gegen Ass-Dame des Malaysiers verbessern konnte. Nun war Christoph Vogelsang der Shortstack; er stellte den Rest mit Dame-Neun All-in und unterlag damit den Sechsern von Schindler. Letzterer startete in das finale Heads-Up anschließend mit 5,7 Millionen Chips, Phua besaß zu diesem Zeitpunkt die übrigen 2,3 Millionen Chips. Schindler dominierte das Heads-Up und hatte seinen Kontrahenten schnell unter 1,5 Millionen Chips und nach einem Bluff sogar unter einer Million Chips. Die finale Hand gewann der Amerikaner wenig später mit Dame-Bube gegen Phuas Dame-Vier und sicherte sich somit den Titel.
| Platz | Herkunft           | Spieler             | Preisgeld (in $) | Punkte |
| ----- | ------------------ | ------------------- | ---------------- | ------ |
| 1     | Vereinigte Staaten | Jake Schindler      | 3.200.000        | 600    |
| 2     | Malaysia           | Paul Phua           | 2.080.000        | 500    |
| 3     | Deutschland        | Christoph Vogelsang | 1.280.000        | 400    |
| 4     | Kanada             | Timothy Adams       | 0.880.000        | 264    |
| 5     | Niederlande        | Teun Mulder         | 0.560.000        | 168    |